# Massa choux

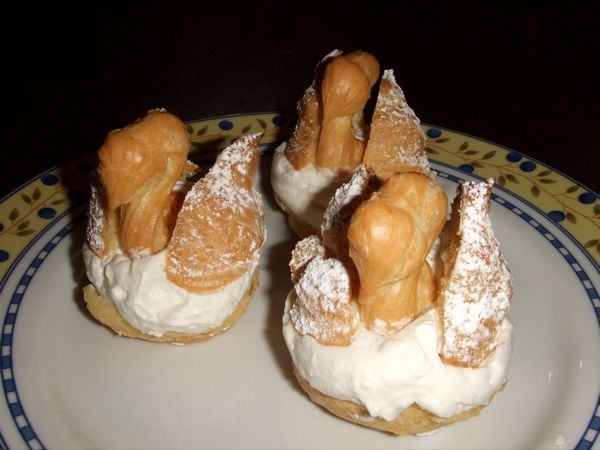
Bolinhos de massa choux

Massa choux, em francês: pâte à choux (francês: [pɑt a ʃu]), é um tipo de massa que é feita com manteiga, água, farinha e ovos. Em vez de fermento químico, utiliza-se a alta umidade para criar vapor durante o cozimento para fazer a massa crescer. Esse tipo de massa é usada na culinária de muitos países europeus e nas culinárias deles derivadas.

## História
De acordo com alguns livros de receitas, um chef de sobrenome Pantarelli ou Pantanelli inventou a massa em 1540, sete anos após ter deixado Florença com Catarina de Médici e seu séquito. Ele usou a massa para fazer um bolo e o intitulou pâte à Pantanelli. Com o tempo, a receita foi se modificando e o próprio nome também: passando para pâte à popelin, que era usado para fazer popelins, bolinhos no formato de seios. Depois, Avice, um pâtissier do século XVIII criou pãezinhos com esse tipo de massa.
Mais tarde, Antoine Carême modificou ainda mais a receita, criando a forma pela qual se costuma fazer os profiteroles.

## Ingredientes e crescimento
Os ingredientes básicos para a massa choux são manteiga, água, farinha e ovos. Tal como o Yorkshire pudding ou a panqueca à David Eyre, em vez de fermento como elemento de crescimento, utiliza-se o alto teor de umidade para estufar a massa, preparando a água com a manteiga para depois adicionar a farinha. Depois, leva-se mais alguns minutos, até resfriar a preparação, antes de se adicionar ovos conforme desejado para atingir a consistência desejada. A etapa de fervura faz com que o amido incorpore mais água.

## Receitas com massa choux
Usa-se a massa choux para fazer profiteroles, croquembouches, éclairs, religieuses, beignets, bolos de St. Honoré (Santo Honório), nhoque parisiense, bolinhos de massa e gougères.
Geralmente, a massa choux é assada, embora seja frita para os beignets. Na Espanha e na América Latina, os churros são feitos com massa choux frita, adoçada e mergulhada em chocolate quente.  Na culinária italiana, a massa é usada como base para o zeppole di San Giuseppe que são massas rechedas com creme e servidas no dia 19 de março, dia de São José. Na culinária austríaca, uma variação do Marillenknödel, um tipo de bolinho com damasco preparado em fogo branco, também usa essa massa, mas sem crescê-la, ficando assim relativamente denso. Também há preparações com a massa recheadas com creme após o cozimento para fazer puffs ou éclairs.

## Galeria

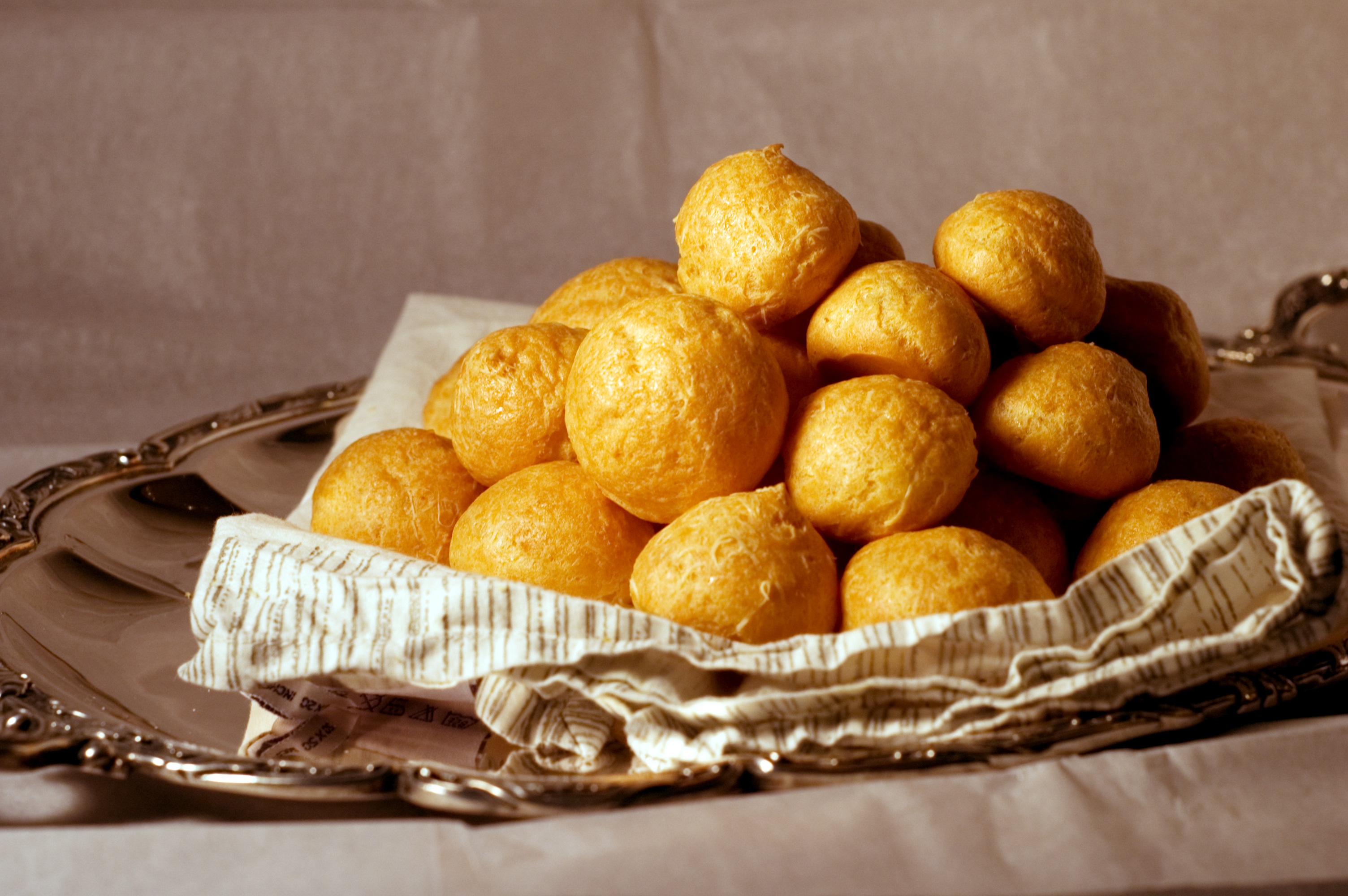
Gougères
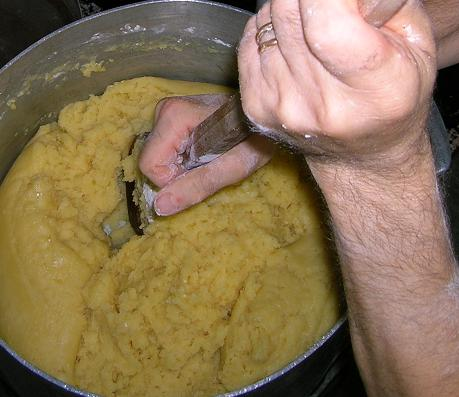
Mistura da massa choux na preparação de beignets
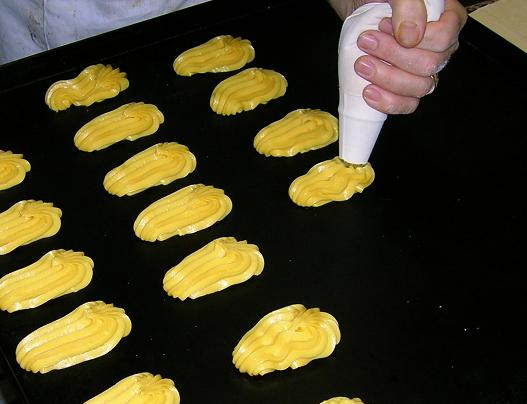
Modelando a massa choux com o bico de confeiteiro para a preparação de beignets